# Thomas Pregel

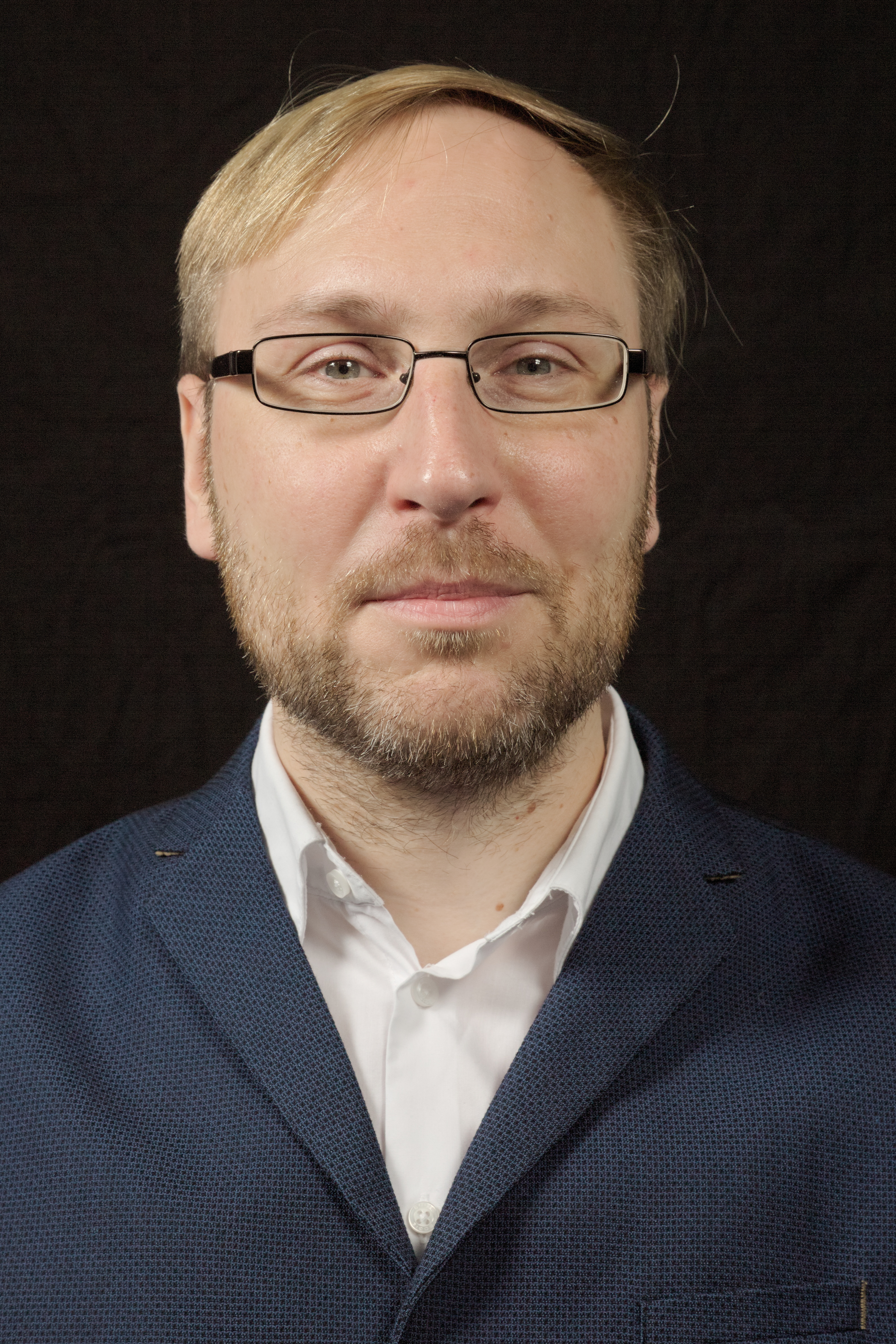
Thomas Pregel auf der Frankfurter Buchmesse 2018

Thomas Pregel (* 20. Oktober 1977 in Bad Segeberg) ist ein deutscher Schriftsteller und Lektor.

## Werdegang
Thomas Pregel studierte Judaistik, Soziologie und Mittelalterliche Geschichte an der Freien Universität Berlin und schloss sein Studium 2009 mit einem Magister Artium ab. Seine Magister-Arbeit hatte den Titel Lust und Angst. Über die sexuelle Orientierung des Ich-Erzählers in Marcel Prousts „Auf der Suche nach der verlorenen Zeit“.
Nach seinem Studium begann er als freier Lektor und Schriftsteller zu arbeiten. Er lebt hauptsächlich in Berlin.
Seine Werke spielen vor allem in Schleswig-Holstein und Berlin. Ein wiederkehrendes Thema ist Homosexualität und Familie. Seine Romane erscheinen im Frankfurter Größenwahn Verlag, bei dem er auch Lektor ist.

## Nominierungen
- 2015: Nominierung für den Literaturpreis HOTLIST mit Der ertrunkene See[2]

## Bibliographie

### Romane
- Die unsicherste aller Tageszeiten. Größenwahn Verlag, Frankfurt am Main 2013, ISBN 978-3-942223-28-7.
- Der ertrunkene See. Größenwahn Verlag, Frankfurt am Main 2015, ISBN 978-3-95771-059-8.
- Kaltsommer. Holsteiner Trilogie 1. Größenwahn Verlag, Frankfurt am Main 2016, ISBN 978-3-95771-083-3.
- Abschied von Kaltsommer. Holsteiner Trilogie 2. Größenwahn Verlag, Frankfurt am Main 2018, ISBN 978-3-95771-226-4.
- Am Ende wird einer die Nerven verlieren. Größenwahn Verlag, Frankfurt am Main 2019, ISBN 978-3-95771-244-8.
- Der Erste von uns. Größenwahn Verlag, Frankfurt am Main 2020, ISBN 978-3-95771-272-1.

### Novellen und Kurzgeschichtensammlungen
- Hartznovelle (Novelle). Größenwahn Verlag, Frankfurt am Main 2014, ISBN 978-3-942223-90-4.
- Schauergeschichten für ängstliche Männer (Kurzgeschichten). Größenwahn Verlag, Frankfurt am Main 2017, ISBN 978-3-95771-208-0.
- Angriff der Maismenschen (dystopische Novelle). Größenwahn Verlag, Frankfurt am Main 2018, ISBN 978-3-942223-28-7.